# Tauksi
Tauksi (deutsch: Tauks) ist eine estnische Ostsee-Insel im Väinameri. Sie gehört verwaltungsmäßig zur Stadtgemeinde Haapsalu im Kreis Lääne. Zu ihr gehören auch 78 Inseln, von denen Tauksi die größte ist.
Tauksi besitzt eine Fläche von 2,5 km². Sie ist die größte Insel im Nationalpark Matsalu. Tauksi ist bekannt für seine reiche Fauna mit Brachvögeln, Reiherenten, Rotschenkeln, Schwänen und Uferschnepfen.